# Condors de Mexico
Stade
Champion 2019
Les Condors de Mexico sont une équipe mexicaine de football américain basée à Mexico. Ils concourent dans la division centrale de la Ligue de football américain professionnel (LFA) depuis l'année de sa fondation, en 2016. Leurs matchs ont lieu à l'Estadio Jesús Martínez "Palillo" de l'entité sportive de La Magdalena Mixiuhca.

## Histoire
L'équipe des Condors est présentée à la presse le 4 novembre 2015 et est l'une des quatre équipes fondatrices de la Ligue de football professionnelle mexicaine. Leur nom et leurs couleurs sont choisis en souvenir de l'équipe de football américain universitaire, les Condors de l'UNAM, fondée en 1970 et disparue en 1998, période au cours de laquelle elle remporte 10 titres nationaux et un grand nombre de supporters. Le choix du nom et des couleurs de la nouvelle équipe a un impact marketing immédiat puisque la création de l’équipe à peine annoncée que le groupe de supporters organisés des Cóndores et des Pumas de la UNAM se présente spontanément comme club officiel, sous le nom de Légion Condor, ce pseudo sera aussi utilisé pour l'équipe.

### Saison 2016
Le premier match qu'ils jouent a eu lieu le 21 février 2016 contre les Eagles (maintenant connus sous le nom de Mexicas), qu'ils battent 30 à 28. Bien qu’ils remportent une victoire pour commencer, ils n'arriveront plus à de nouveau pour le reste de la saison.

### Saison 2017
Pour leur deuxième saison, ils ne réussissent pas non plus à se qualifier pour les playoffs. Leur premier match. contre les Raptors de Naucalpan, semble prometteur, mais après avoir mené à la mi-temps, les Condors se font remonter et perdent 13-10. Le deuxième match les voit affronter les Mayas de Mexico, récents vainqueurs du Tazón México I, qui les écrasent 64-16.
La série de sept défaites consécutives, sur deux saisons. s'arrête le 5 mars, quand les Condors battent les Eagles, invaincus jusque là, sur le score de 24-20.
La «légion» termine la saison avec un bilan de 2-5, parvenant à remporter un second match contre les Fundidores lors de la semaine 4.

### Saison 2018
Compte tenu des résultats de ses deux premières saisons, l'équipe peut sélectionner 11 joueurs lors de la draft 2018, y compris le premier choix général. Finalement, seuls neuf de ces joueurs choisis figureront sur la liste finale des Condors 2018.
Les Condors annoncent l'arrivée d'un nouveau propriétaire (franchisé), José Luis Nassas Daw, qui désigne l'ex-capitaine des Pumas de la UNAM comme entraîneur principal et le commentateur sportif Joaquín Castillo comme directeur sportif. Le 26 janvier, la franchise annonce le recrutement du wide receiver Preston Bailey, vétéran du football américain en Europe, des Europe Warriors de la Ligue Portugaise de football américain. L'ex-quarterback des Pumas, Abraham Herrera, fait également partie de l'équipe.
La saison commence par une défaite, 36-19, contre les Mexicas, lors du match inaugural de la LFA 2018. La légion obtient sa revanche lors de la quatrième semaine, battant les Mexicas sur le score serré de 23-22, leur première victoire de la saison. Le bilan final sera à nouveau négatif, trois victoires pour quatre défaites, pour la troisième saison consécutive, tout cela synonyme de non-qualification pour les playoffs.

### Saison 2019
Avant la quatrième saison, la franchise modifie les tenues et le casque de l'équipe en ajoutant la couleur blanche à l'uniforme de visiteur et un casque chromé de couleur dorée. En plus d'avoir la sélection globale 2 de la draft 2019 et le changement de terrain pour celui de l'ITESM à Santa Fe.
Pour leur quatrième campagne, les Condors ont un bilan de 6-2 en saison régulière. Dans le championnat de la division centrale, ils battent les Mayas 18 à 13 au stade ITESM de Santa Fe. Par la suite, les Condors sont couronnés champions en battant les Raptors lors du Tazón México, 20-16, un match qui s'est déroulé le 12 mai 2019 à l'Estadio Azul devant  plus de 18 000 spectateurs. Le MVP du match est le quarterback Diego Pérez Arvizu.

## La draft
| Tour | Sél | Joueur                       | Pos | Université            | Conférence            |
| ---- | --- | ---------------------------- | --- | --------------------- | --------------------- |
| 1    | 1   | Luis Humberto Lopez Tinoco   | RB  | Aguilas Blancas IPN   | Liga Mayor ONEFA      |
| 1    | 3   | Andrés Salgado Gomez*        | WR  | Pumas CU UNAM         | Liga Mayor ONEFA      |
| 2    | 7   | Abraham Herrera              | OL  | Pumas CU UNAM         | Liga Mayor ONEFA      |
| 3    | 13  | Miguel Angel Urzúa Solís     | LB  | Aguilas Blancas IPN   | Liga Mayor ONEFA      |
| 4    | 19  | Aarón Mendoza Gomez          | WR  | Borregos México ITESM | Liga Premier CONADEIP |
| 4    | 21  | Ramses Israel Herrera Vega*  | DB  | Centinelas CGP        | Liga Mayor ONEFA      |
| 5    | 25  | Erick Antonio Alarcon Merino | OL  | Aguilas Blancas IPN   | Liga Mayor ONEFA      |
| 6    | 31  | Alejandro Mujica Soriano     | WR  | Aguilas Blancas IPN   | Liga Mayor ONEFA      |
| 7    | 37  | Oscar Jesus Capuchino        | OL  | Frailes UT            | Liga Mayor ONEFA      |
| 7    | 39  | Jorge Luis Ortiz Carriño*    | WR  | Pumas Acatlan UNAM    | Liga Mayor ONEFA      |

* En échange du QB Bruno Márquez, les Raptors donnent aux Condors leurs sélections du premier, quatrième et septième tour de la Draft 2018.

## Les joueurs
| N° | Joueur                           | Pos | Taille | Poids | Équipe universitaire         |
| -- | -------------------------------- | --- | ------ | ----- | ---------------------------- |
| 1  | DIEGO PÉREZ ARVIZU               | QB  | 1.75   | 100   | AGUILAS BLANCAS              |
| 2  | JOSUE MALDONADO VARGAS           | LB  | 1.76   | 82    | BURROS BLANCOS               |
| 3  | MARIO PALACIOS CASTELLANOS       | WR  | 1.78   | 80    | PUMAS ACATLÁN                |
| 4  | LUIS HUMBERTO LÓPEZ TINOCO       | RB  | 1.81   | 80    | AGUILAS BLANCAS              |
| 5  | GERMÁN VILLARREAL ESCALERA       | LB  | 1.79   | 99    | BORREGOS PUEBLA              |
| 6  | MIGUEL ANGEL URZÚA SOLIS         | LB  | 1.80   | 85    | AGUILAS BLANCAS              |
| 7  | EMILIANO S. FERNÁNDEZ GUERRERO   | DB  | 1.77   | 83    | PUMAS CU                     |
| 9  | FELIPE ARTURO BARAJAS AGUILAR    | DL  | 1.78   | 117   | PUMAS CU                     |
| 10 | ANDRES FRANCISCO GOMEZ GALVÁN    | DB  | 1.91   | 94    | BURROS BLANCOS               |
| 11 | PRESTON BAILEY                   | WR  | 1.89   | 93    | ALDERSON BROADDUS UNIVERSITY |
| 12 | JOSÉ ABELL CUEVAS RIVERA         | WR  | 1.70   | 73    | UVM                          |
| 13 | ANGEL TOLEDO CASTILLO            | DB  | 1.79   | 88    | AGUILAS BLANCAS              |
| 14 | JULIO CESAR OBREGÓN SOTO         | DB  | 1.72   | 87    | BORREGOS CCM                 |
| 17 | AARON MENDOZA GOMEZ              | WR  | 1.75   | 81    | AGUILAS BLANCAS              |
| 19 | JOSÉ MIGUEL CHÁVEZ MESS          | QB  | 1.79   | 77    | PUMAS CU                     |
| 21 | GERARDO ANTONIO AGUILAR GONZALEZ | WR  | -      | -     | -                            |
| 22 | PABLO HÉCTOR MORENO GALVAN       | RB  | 1.70   | 85    | FRAILES DEL TEPEYAC          |
| 24 | ÓSCAR MIGUEL RAMÍREZ RODRÍGUEZ   | DB  | 1.78   | 89    | FRAILES DEL TEPEYAC          |
| 26 | RAZIEL ZAVALA MENA               | LB  | 1.83   | 97    | PUMAS CU                     |
| 27 | IRVING ALAMILLA GATICA           | RB  | 1.83   | 90    | PUMAS CU                     |
| 28 | CESAR ANTONIO AGUILAR FLORES     | DL  | 1.86   | 95    | BORREGOS CCM                 |
| 30 | EDER ARIEL ONESTO MONTIEL        | DL  | 1.83   | 120   | PUMAS CU                     |
| 31 | RAMSES HERRERA VEGA              | DB  | 1.78   | 80    | CENTINELAS CGP               |
| 32 | ALLAN FERNANDO ROSADO ALVARES    | RB  | 170    | 80    | PUMAS CU                     |
| 34 | MARIO RAMÍREZ MORA               | RB  | 1.70   | 73    | UVM LOMAS VERDES             |
| 40 | MARCUS DOMINGUEZ BUTRON          | DB  | -      | -     | -                            |
| 51 | SERGIO ALBERTO FLORES RODRÍGUEZ  | OL  | 1.93   | 135   | PUMAS CU                     |
| 52 | ÁNGEL BERTIN ROSADO ALVARES      | LB  | 1.78   | 92    | CONDORS                      |
| 53 | LUIS ENRIQUE RODARTE PÉREZ       | OL  | 1.94   | 125   | PUMAS CU                     |
| 55 | MARLON ULISES ROMERO RETANA      | OL  | 182    | 122   | CENTINELAS CGP               |
| 56 | LUIS ENRIQUE BAUTISTA LOPEZ      | LB  | 1.78   | 95    | EAGLES (MEXICAS)             |
| 57 | OSCAR JESUS CAPUCHINO CARRILLO   | OL  | 1.81   | 120   | FRAILES DEL TEPEYAC          |
| 66 | MAURICIO ROMERO ESCOBAR          | OL  | -      | -     | -                            |
| 74 | ALEJANDRO SALDÍVAR BUSTOS        | OL  | -      | -     | -                            |
| 79 | HÉCTOR MANUEL VENEGAS MUÑOZ      | OL  | -      | -     | -                            |
| 80 | Alberto Castañon Galindo         | WR  | -      | -     | -                            |
| 81 | ANDRES SALGADO GOMEZ             | WR  | 1.87   | 85    | PUMAS CU                     |
| 88 | JORGE LUIS ORTIZ CARRERÑO        | WR  | -      | -     | -                            |
| 90 | JESUS ABRAHAM HERRERA PEREZ      | DL  | -      | -     | -                            |
| 92 | DIEGO SUSARREY LÓPEZ             | DL  | -      | -     | -                            |
| 93 | MAURO MUÑIZ CARRANZA             | DL  | -      | -     | -                            |
| 97 | GIOVANE EMILIO SÁENZ RODRÍGUEZ   | DL  | -      | -     | -                            |

## Les statistiques
| Saison | Entraîneur     | Saison régulière | Saison régulière | Saison régulière    | Playoffs | Playoffs | Playoffs                 |
| Saison | Entraîneur     | Bilan            | Pct              | Classement          | Bilan    | Pct      | Résultat                 |
| ------ | -------------- | ---------------- | ---------------- | ------------------- | -------- | -------- | ------------------------ |
| 2016   | Enrique Zapata | 1-5              | 0.166            | 4e de la ligue      | –        | –        | NQ                       |
| 2017   | Enrique Zapata | 2-5              | 0.286            | 3e Division Centre  | –        | –        | NQ                       |
| 2018   | Félix Buendía  | 3-4              | 0.429            | 3e Division Centre  | –        | –        | NQ                       |
| 2019   | Félix Buendía  | 6-2              | 0.750            | 1er Division Centre | 2-0      | 1.000    | Champion Tazón México IV |

## Le calendrier
| Semaine | Date       | Heure | Adversaire |
| ------- | ---------- | ----- | ---------- |
| 1       | 24 février | 12 h  | Mayas      |
| 2       | 3 mars     | 15 h  | Artilleros |
| 3       | 10 mars    | 15 h  | Mexicas    |
| 4       | 17 mars    | 12 h  | Fundidores |
| 5       | 24 mars    | 15 h  | Osos       |
| 6       | 31 mars    | 12 h  | Mayas      |
| 7       | 7 avril    | 15 h  | Artilleros |
| 8       | 14 avril   | 15 h  | Mexicas    |